# 리서치 트라이앵글 파크

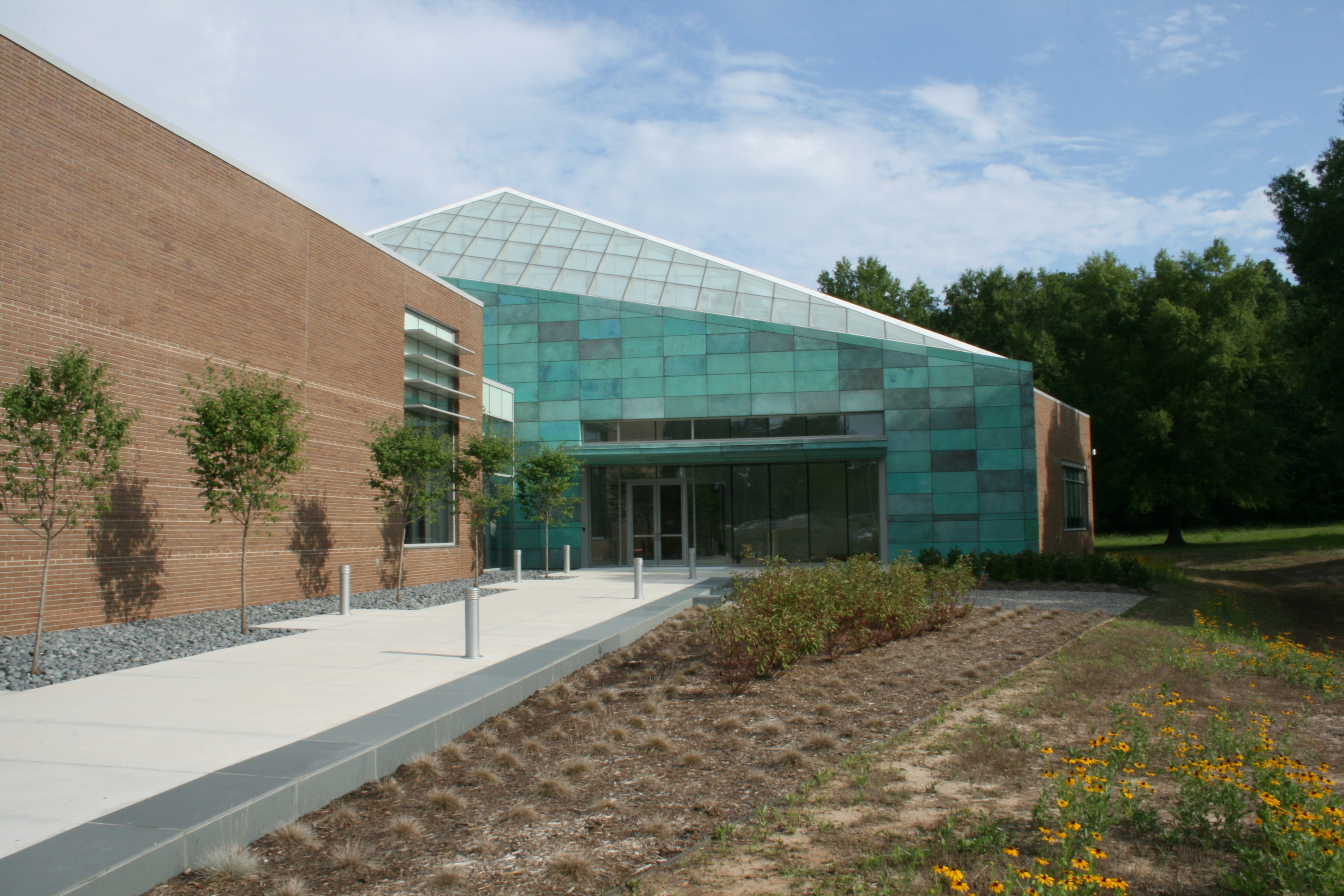
RTP 본사 건물

리서치 트라이앵글 파크(Research Triangle Park, RTP)는 미국의 리서치 파크이다. 노스캐롤라이나주의 리서치 트라이앵글에 있는, 더럼, 롤리, 채플힐 근처에 위치해 있다.
미국에서 가장 저명한 하이 테크 연구개발 센터 가운데 하나이다. 1959년에 주 정부가 대학교 근처에 설립하였다.